# كاترينا كارلسون
كاترينا كارلسون (بالإنجليزية: Katrina Carlson)‏ هي مغنية مؤلفة ومغنية وملحنة وممثلة أمريكية، ولدت في القرن العشرين في براديس فالي في الولايات المتحدة.

## وصلات خارجية
- الموقع الرسمي
- كاترينا كارلسون على موقع IMDb (الإنجليزية)
- كاترينا كارلسون على موقع ميوزك برينز (الإنجليزية)
- كاترينا كارلسون على موقع ديسكوغز (الإنجليزية)
- كاترينا كارلسون على موقع قاعدة بيانات الفيلم (الإنجليزية)